# ای۸وی۱
ای۸وی۱ (به انگلیسی: Seversky_A8V) یک هواگرد ملخ‌پیشین تک‌موتوره از نوع جنگنده ساخت شرکت Seversky است. هواگرد ای۸وی۱ نخستین پروازش را در ۱۵ اوت ۱۹۳۵ میلادی انجام داد. این هواگرد در سال ۱۹۳۷ میلادی رسماً معرفی گردید. در مجموع، تعداد ۲۰ فروند از این هواگرد ساخته شده‌است.
طراح این هواگرد، الکساندر کارتولی بود.